# Lys (Pyrénées-Atlantiques)
Lys település Franciaországban, Pyrénées-Atlantiques megyében. Lakosainak száma 322 fő (2022. január 1.). Lys Bruges-Capbis-Mifaget, Haut-de-Bosdarros, Louvie-Juzon, Sainte-Colome és Sévignacq-Meyracq községekkel határos.

## Népesség
A település népességének változása:
| Lakosok száma | 345  | 343  | 334  | 329  | 327  | 325  | 323  | 322  |
|               | 2013 | 2015 | 2017 | 2018 | 2019 | 2020 | 2021 | 2022 |